# 集英学園乙女研究部
『集英学園乙女研究部』（しゅうえいがくえんおとめけんきゅうぶ）は集英社の一社提供により文化放送制作、文化放送と朝日放送ラジオ（ABCラジオ）で放送されていたラジオ番組。2003年6月放送開始、2008年6月終了。2005年4月より『集英学園乙女研究部（ ）』（しゅうえいがくえんおとめけんきゅうぶ かっこ）にタイトルを変更、カッコ内はリスナーの投稿によって毎週異なる言葉であった。2006年8月からは集英社S-cAst.net内のS-ラジでも水曜更新で配信された。
少年誌を読む傾向にある女子中高生を少女誌に呼び戻したいという集英社の意図で、主なターゲットを女子中高生として開始。ターゲット層にもかかわらず下ネタが多いためか、男性リスナーからの投稿も多かった。公開録音のゲストには、連載中の漫画家が来ることが多い。又リスナーは集英学園という学校の生徒という位置づけでもあり番組後期には校歌も存在し、公開録音でも歌われるなどしていた。

## 放送時間
- 文化放送 日曜21:30 - 22:00（ナイター中継延長によっては変更・休止、2004年3月までは金曜21:00 - 21:30）
- 朝日放送ラジオ 日曜24:30 - 25:00（2004年4月ネット開始、2005年3月までは金曜25:00 - 25:30）
- S-ラジ 毎週水曜更新
- 超!A&G+ 月曜21:30 - 22:00・火曜11:30 - 12:00（2008年4月までは月曜20:00 - 20:30・火曜10:00 - 10:30）（番組内容は1週遅れ）

## 番組の歴史
- 2003年6月14日、文化放送で当時放送されていた「超機動放送アニゲマスター」内の10分番組として、諏訪部順一と高橋広樹で開始。
- 同年10月3日から30分番組として独立、アシスタントとして藁谷麻美が加入。
- 同年12月20日諏訪部・高橋が番組冒頭で演じていたドラマの先輩・後輩の2人で結成したユニット「クリスピーオトケンバンド」のシングル「いけないクリスピーマジック」をリリース。
- 2004年3月14日ラジオの未公開部分とミニドラマを収録したドラマCD「集英学園乙女研究部スペシャル」が発売。
- 同年4月、朝日放送ラジオ（ABCラジオ）での放送開始。
- 同年10月、アシスタントが藁谷から加藤英美里に交代。
- 2005年3月で高橋・加藤卒業（4月3日放送分まで担当）。
- 同年4月10日から鈴木達央が加入し、諏訪部・鈴木2人となる。
- 同年8月に諏訪部・鈴木でユニット「乙女番長」を結成。その後、シングル「夢見る乙女番長」、「真夜中に書いた乙女番長」、「立てば芍薬 座れば牡丹 歩く姿は乙女番長」、アルバム「KEEP YOUR VIRGINITY -乙女番長 THE BEST-」をリリース。
- 2006年8月、集英社S-ラジにてネット配信開始。
- 2007年3月から番組公式ブログが毎週更新されるようになる。
- 同年8月12日の放送で、放送200回。
- 同年9月3日から、地上デジタルラジオとインターネット配信の文化放送「超! A&G+」で再放送開始。
- 同年10月24日には新しく結成したロックバンド「乙JAPAN」でシングルCD「VIOLENT ERECTION」をリリース。東京2ヶ所、大阪1ヶ所で発売記念イベント実施。
- 2008年6月8日の放送で、6月いっぱいで放送を終了する事を発表。
- 同年6月23日、文化放送にて最後の公開録音を卒業式の形式で収録。参加したリスナーには収録後に卒業証書と記念品が授与。
- 6月29日、公録の模様を放送して番組終了。後継番組は「集英学園大学 マン研」（放送枠を土曜25:30へ移動する）。なお、朝日放送ラジオ（ABCラジオ）は別番組「ベストカセットリクエスト」（非アニラジ番組）を放送することが決まり、2004年4月より3年3か月にわたり放送してきたネットが打ち切られた。

## コーナー
ほとんどのコーナー名は集英社の少女雑誌に連載されている漫画のタイトルである。
集英女学園マリア様はみてる
昔やったことを懺悔する。 アシスタント以外は片言の日本語でしゃべる。
エロなぞなぞ
Hな事を想像させるなぞなぞを送る。
キラキラ100%
異性に対して100%輝いて見えるモテるテクニックを送る。
生声川柳
川柳をリスナー自身が読むコーナー。諏訪部曰く「お〜いお茶の横に書いてあるようなものは禁止」。
B.O.D.Y
よく考えたらエロく聞こえる言葉を送る。ある単語を続けたり繰り返したりする連続モノやなぞなぞが主である。諏訪部が鈴木にクイズ形式で出題する。
学校のおじかん
馬鹿馬鹿しい校則を送る。
レンタルタツ
忙しく手が離せない時、鈴木達央に代わってやってほしいことを送る。後に何かと引き換えに鈴木達央が何かを体験するコーナーとなった。
NANA 京助の部屋
アニメ化した漫画「NANA」の裏情報を放送。 月一回。
ミックスベジタブル
学校のテストや授業中に答えた、突拍子もない回答を送る。途中から鈴木の学力や常識力を測る内容も加わった。
鈴木ねこひさ
女性に対し甘えるようなセリフを送る。
鈴木ベビひさ
女性に対し赤ちゃん言葉で甘えるセリフを言う。
鈴木○央
鈴木に言ってもらいたいセリフと○の中を送る。
押忍!諏訪部（オス!スワブ）・押忍!タイマン諏訪部
諏訪部がリスナーと共に運動を経験する。2回目以降、運動に限らず1対1での試合や挑戦を受ける。
パフェちっく!
リスナーがうっとりするような、パフェのように甘いセリフを言う。最初はアシスタントがどちらのセリフが良いかを判定した。一時期パフェちっく!デラックスとなり、セリフにオチがついたこともあった。
マグカップセレブ
わらしべ長者のように物々交換をしていき、どこまで素晴らしいものになるか諏訪部と鈴木で競う。二人がコーヒーを飲んだマグカップからスタート。最後は諏訪部が「ドールハウスとミニカー（カウンタックとフェラーリ）」、鈴木が「テニスの王子様のピック3枚セット」だった。
君に届け!
人前ではあまり言えないかっこ悪い言葉やHな言葉を別の言葉に言い換える。途中から別名「タツに届け!」（新・君に届け!）となり、リスナー自身の声で言い換えるようになった。
愛のパラパル劇場
リスナーから送られたあるひとつのシチュエーションの話をラジオドラマにする。月に一回。
目指せ500万円!金のティアラ大賞への道
金のティアラ大賞は集英社が主催する新人まんがグランプリ。原作を諏訪部と鈴木がそれぞれ考え、作画をリスナーが担当して応募したが、一次選考で落選。
学園の掟
校則ではなく、代々生徒達の間で受け継がれている暗黙のルールの紹介。
恋愛カタログ
このような恋愛はどちらであるかをリスナーの意見を送る。（例）退学になった片思いの彼を好きでい続けるか、それとも忘れて新しい恋を探すか。
諏訪部が選んだ今週のセリフ
マーガレット・別冊マーガレット・りぼん・Cookieに連載中の漫画から、印象的なセリフを抜粋して紹介する。
妄想選手権
リスナーから妄想を募集すると共にもっとも有り得ない妄想を勝ち抜き形式で判定する。3回連続で勝ち抜くとチャンピオンになり、アロマポットがもらえる。
タツの紙芝居
リスナーから募集したタイトルを元に、教訓が1つ入ったオリジナルの紙芝居ストーリーを400字以内で鈴木が考える。
悪魔とラブソング
片思いの相手に書いたラブレターを番組で代読してもらい、気持ちを伝える。
紳士同盟クロス
人に言えない悪事を告白する。
裸足でバラを踏め
リスナーのマニアックな癖や経験・秘密を紹介する。

## 音楽・ラジオCD

### シングルCD
- いけないクリスピーマジック（クリスピーオトケンバンド/2003年12月20日）
  1. いけないクリスピーマジック
  2. やばいあの娘
  3. いけないクリスピーマジック (off vocal version)
  4. やばいあの娘 (off vocal version)
- 夢見る乙女番長（乙女番長/2005年8月24日）
  1. STAND UP!〜今日も明日も〜
  2. 4×8
  3. MC suwabe&tatsu
  4. STAND UP!〜今日も明日も〜（with 諏訪部順一 ver.）
  5. 4×8（with MC suwabe ver.）
  6. MC suwabe
  7. STAND UP!〜今日も明日も〜（with 鈴木達央 ver.）
  8. 4×8（with MC tatsu ver.）
  9. MC tatsu
  10. STAND UP!〜今日も明日も〜（オリジナルカラオケ）
  11. 4×8（オリジナルカラオケ）
- 真夜中に書いた乙女番長（乙女番長/2005年12月14日）
  1. Bitter Sweet[2]
  2. 恋の手ほどきABC
  3. Bitter Sweet（with 諏訪部順一 ver.）
  4. 恋の手ほどきABC（with 諏訪部順一 ver.）
  5. Bitter Sweet（with 鈴木達央 ver.）
  6. 恋の手ほどきABC（with 鈴木達央 ver.）
  7. Bitter Sweet（オリジナルカラオケ）
  8. 恋の手ほどきABC（オリジナルカラオケ）
- 立てば芍薬 座れば牡丹 歩く姿は乙女番長（乙女番長/2006年2月22日）
  1. いつか、また。〜ボクラノアシタ〜
  2. A.K.B.
  3. いつか、また。〜ボクラノアシタ〜（with 諏訪部順一ver.）
  4. A.K.B.（with 諏訪部順一ver.）
  5. いつか、また。〜ボクラノアシタ〜（with 鈴木達央ver.）
  6. A.K.B.（with 鈴木達央ver.）
  7. いつか、また。〜ボクラノアシタ〜（オリジナル・カラオケ）
  8. A.K.B.（オリジナル・カラオケ）
- VIOLENT ERECTION（乙JAPAN/2007年10月24日）
  1. VIOLENT ERECTION[2]
  2. VIOLENT ERECTION 〜独唱：J〜
  3. VIOLENT ERECTION 〜独唱：T〜
  4. ユメビト[3]
  5. ユメビト 〜独唱：T〜
  6. ユメビト 〜独唱：J〜

### アルバムCD
- KEEP YOUR VIRGINITY -乙女番長 THE BEST-（乙女番長/2006年5月10日）
  1. Intro
  2. Logo 1
  3. STAND UP!〜今日も明日も〜Main mix
  4. 恋の手ほどきABC Guttiappella mix
  5. Logo 2
  6. 4×8 Main mix
  7. Interlude 1
  8. Bitter Sweet Guttiappella mix
  9. 恋はバッファローのように Main mix
  10. Logo 3
  11. いつか、また。〜ボクラノアシタ〜 Main mix
  12. 4×8 Day Dream Remix
  13. Interlude 2
  14. A.K.B. Guttiappella mix
  15. Logo 4
  16. かもめのコラソン Main mix
  17. 愛の宇宙（原題:Universe of Love） Main mix
  18. Logo 5
  19. イルカラ[2] Main mix
  20. STAND UP!〜今日も明日も〜Guttiappella mix

### ラジオCD
- 集英学園乙女研究部スペシャル
  1. 集英学園乙女研究部SP
  2. 嵐を呼ぶ転校生
  3. 帰ってきた転校生
  4. ……とほほ
  5. ○○ニーズ系?
  6. ちゅーはいいね
  7. アサミのお・ね・が・い
  8. オレばっかかよ
  9. もうギョーカイ人!?
  10. 抗争勃発!!
  11. 前夜祭
  12. 本番10秒前、9、8、、、